# Вивільга чорнокрила
Вивільга чорнокрила (Oriolus nigripennis) — вид співочих птахів родини вивільгових (Oriolidae).

## Поширення
Вид досить поширений у Західній та Центральній Африці від Сьєрра-Леоне до Анголи. Вид мешкає у тропічних та субтропічних дощових лісах, у мангрових лісах.